# Station Ashiya (JR West)
Station Ashiya (芦屋駅, Ashiya-eki) is een spoorwegstation in de Japanse stad Ashiya in de prefectuur Hyōgo. Het wordt aangedaan door de JR Kobe-lijn. Het station heeft zes sporen (vier perronsporen en twee passeersporen) en fungeert vooral als overstapstation tussen stoptreinen en intercity’s. Het dient niet verward te worden met het gelijknamige station ten zuidwesten van dit station.

## Treindienst

### JR West
| 1 | ■ JR Kobe-lijn | intercity’s richting Amagasaki, Osaka en Kioto           |
| 2 | ■ JR Kobe-lijn | stop- en sneltreinen richting Amagasaki, Osaka en Kioto. |
| 3 | ■ JR Kobe-lijn | stop- en sneltreinen richting Sannomiya en Himeji        |
| 4 | ■ JR Kobe-lijn | intercity’s richting Sannomiya en Himeji.                |

## Geschiedenis
Het station werd in 1913 geopend. In 1980 werden er enkele gebouwen aan het station toegevoegd. Het station raakte beschadigd tijdens de Hanshin-aardbeving in 1995.

## Overig openbaar vervoer
Er bevindt zich een busstation nabij het station, waarvandaan zowel stadsbussen als regionale bussen vertrekken.

## Stationsomgeving
Het station bevindt zich in het centrum van Ashiya. In het gebied rondom het station, alsook in het stationsgebouw vindt men een groot aanbod aan winkels en restaurants.
- Stations Ashiya en Uchide aan de Hanshin-lijn
- Station Ashiyagawa aan de Hankyū Kōbe-lijn
- Daimaru Ashiya (warenhuis)
- Laporte (winkelcentrum):
  - Hotel Takezono Ashiya
  - Midori Denka (elektronicawinkel)
  - MrDonuts
  - Tsutaya
- Monte Mall (winkelcentrum)
  - McDonald's
- 7-Eleven

## Trivia
Hoewel de meeste stations vernoemd zijn naar de stad of het gebied waar deze liggen, is de stad Ashiya vernoemd naar het station.

(Tōkaidō-lijn<<) · Ōsaka · Tsukamoto · Amagasaki · Tachibana · Koshienguchi · Nishinomiya · Sakura-Shukugawa · Ashiya · Konan-Yamate · Settsu-Motoyama · Sumiyoshi · Rokkomichi · Nada · Sannomiya · Motomachi · Kōbe · Hyōgo · Shin-Nagata · Takatori · Suma-Kaihinkōen · Suma · Shioya · Tarumi · Maiko · Asagiri · Akashi · Nishi-Akashi · Okubo · Uozumi · Tsuchiyama · Higashi-Kakogawa · Kakogawa · Hoden · Sone · Himeji-Bessho · Gochaku · Himeji · (>>Sanyō-lijn) 

Wadamisaki-lijn: Hyōgo · Wadamisaki